# A Series of Sneaks
A Series of Sneaks è il secondo album in studio del gruppo indie rock statunitense Spoon, pubblicato nel 1998.

## Tracce
Testi e musiche di Britt Daniel, eccetto dove indicato.
1. Utilitarian – 1:51
2. The Minor Tough – 2:43
3. The Guestlist/The Execution – 2:03
4. Reservations – 2:36
5. 30 Gallon Tank (Daniel, Jim Eno) – 4:00
6. Car Radio – 1:30
7. Metal Detektor – 3:39
8. June's Foreign Spell – 3:00
9. Chloroform – 1:10
10. Metal School (Daniel, Josh Zarbo) – 2:54
11. Staring at the Board – 0:54
12. No You're Not – 1:43
13. Quincy Punk Episode – 2:17
14. Advance Cassette – 2:54

Versione britannica (Tracce bonus)
1. Revenge! – 2:38
2. Shake It Off – 2:44
3. I Could Be Underground – 2:06

## Formazione
- Britt Daniel - voce, chitarra
- Joshua Zarbo - basso
- Jim Eno - batteria